# Reinhard Rieger
Reinhard M. Rieger (* 10. Mai 1943 in Linz; † 11. Oktober 2006 in Birgitz) war ein österreichischer Zoologe.

## Biografie
Reinhard Rieger studierte Zoologie und Botanik an der Universität Wien. Er nahm nach seinem Studium eine Berufung an die University of North Carolina in Chapel Hill in den USA an. Seit dem Jahr 1985 lehrte er an der Universität Innsbruck Zoologie.
Die Forschungsschwerpunkte von Rieger waren Morphologie, Entwicklungsbiologie und Evolution basaler Tiergruppen, insbesondere der Plathelminthen. Zuletzt leitete er eine Arbeitsgruppe zur Erforschung der Stammzellen von Turbellarien.
Zusammen mit Wilfried Westheide ist er Herausgeber des zoologischen Standardwerks Spezielle Zoologie. Zu seinem Gedenken wurde der Reinhard-Rieger-Award für Zoomorphologie gestiftet.

## Schriften
- Spezielle Zoologie. 2. Aufl. Elsevier, Spektrum Akademischer Verlag, München 2007 (2 Bde., zusammen mit Wilfried Westheide).

1. Einzeller und Wirbellose Tiere. 2007, ISBN 978-3-8274-1575-2.
2. Wirbel- oder Schädeltiere. 2010, ISBN 978-3-8274-2039-8.